# Simfonia núm. 1 (Casella)
La Simfonia núm. 1 en si menor, op. 5, va ser composta per Alfredo Casella el 1906. La va dedicar al compositor Xavier Leroux. L'estrena va tenir lloc a Mònaco el 17 de desembre de 1908 amb l'Orchestre Philharmonique de Montecarlo sota la direcció del belga Léon Jehin.

## Moviments
- I Lento grave - Piu mosso - Tempo I: Un poco mosso - Allegro vivo - Lento - Tempo lento maestoso - Tempo I: Allegro vivo
- II Adagio, quasi andante
- III Lento molto - Poco più mosso - Allegro vivo, energico

## Origen i context
Casella va començar a compondre la Primera Simfonia a París el gener de 1906 i la va acabar el 24 de juliol de 1906, any en què va ser publicada per Mathot a París. Casella va escriure sobre aquesta simfonia que «la publicació va arribar 'massa aviat', perquè es tractava d'una obra molt juvenil que oscil·lava entre una forta influència russa i les de Brahms i Enescu. Aleshores vaig pensar que havia escrit una obra mestra. Vaig començar a percebre la realitat quan la vaig ensenyar a Toscanini l'hivern següent a Torí. Em va assenyalar, amb paraules polides però clares, els defectes de la composició».

## Enregistraments
No es va enregistrar fins al juny del 2010 amb l'Orchestra Sinfonica di Roma sota la direcció de Francesco La Vecchia, amb el segell Naxos Records. El novembre del 2015, la BBC Philharmonic Orchestra de Manchester amb Gianandrea Noseda en la direcció va fer la segona gravació per a Chandos Records.